# أليكس شيلي
أليكس شيلي (بالإنجليزية: Alex Shelley)‏ هو مصارع محترف أمريكي، ولد في 23 مايو 1983 في ديترويت في الولايات المتحدة.

## وصلات خارجية
- أليكس شيلي على موقع دبليو دبليو إي (الإنجليزية)
- أليكس شيلي على موقع WrestlingData.com (الإنجليزية)
- أليكس شيلي على موقع CageMatch worker (الإنجليزية)
- أليكس شيلي على موقع قاعدة بيانات المصارعة على الإنترنت (الإنجليزية)
- أليكس شيلي على موقع عالم المصارعة على الإنترنت (الإنجليزية)

- أليكس شيلي على موقع IMDb (الإنجليزية)
- أليكس شيلي على موقع قاعدة بيانات الفيلم (الإنجليزية)